# Sakla (Saaremaa)
Koordinaten: 58° 22′ N, 22° 50′ O

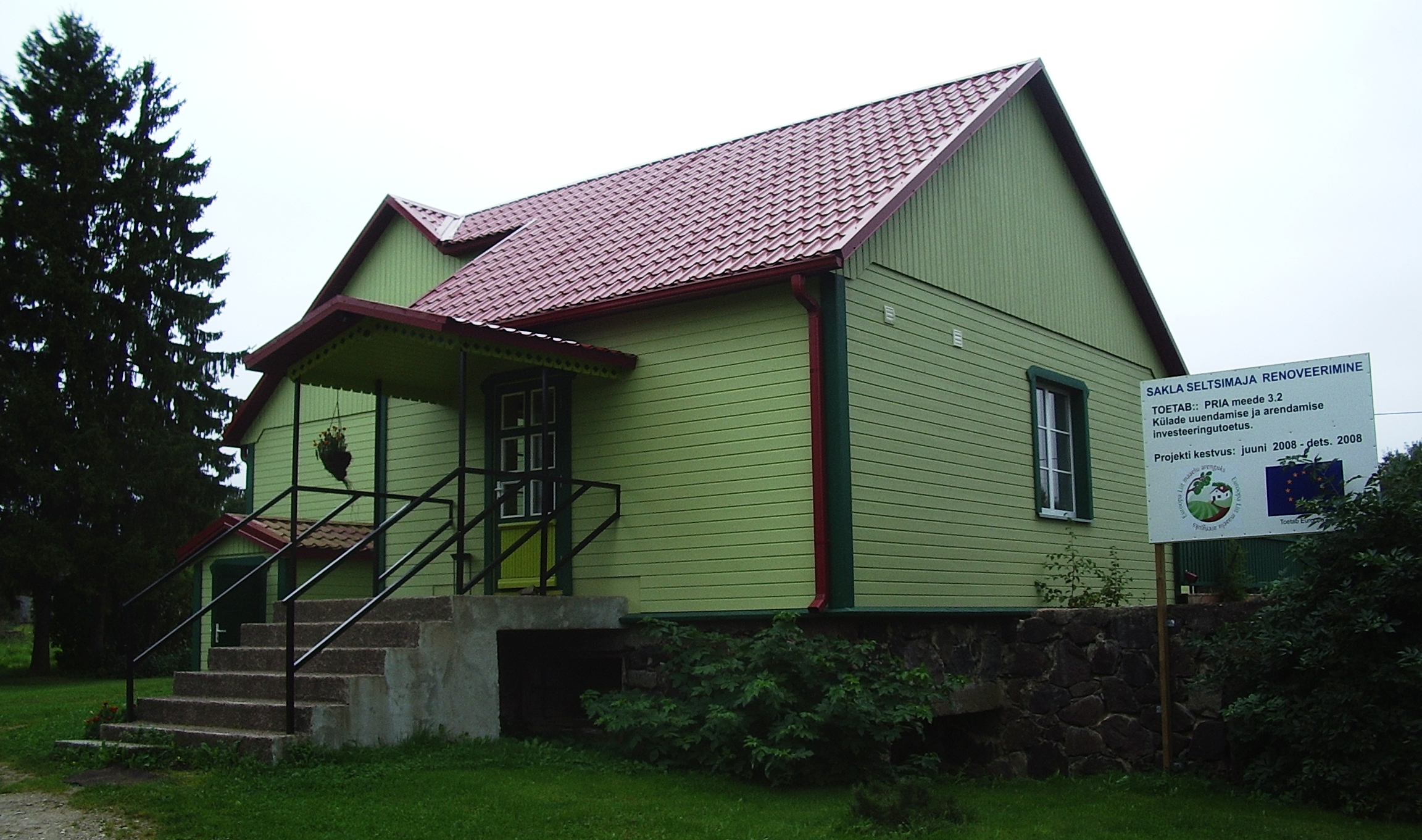
Vereinshaus von Sakla

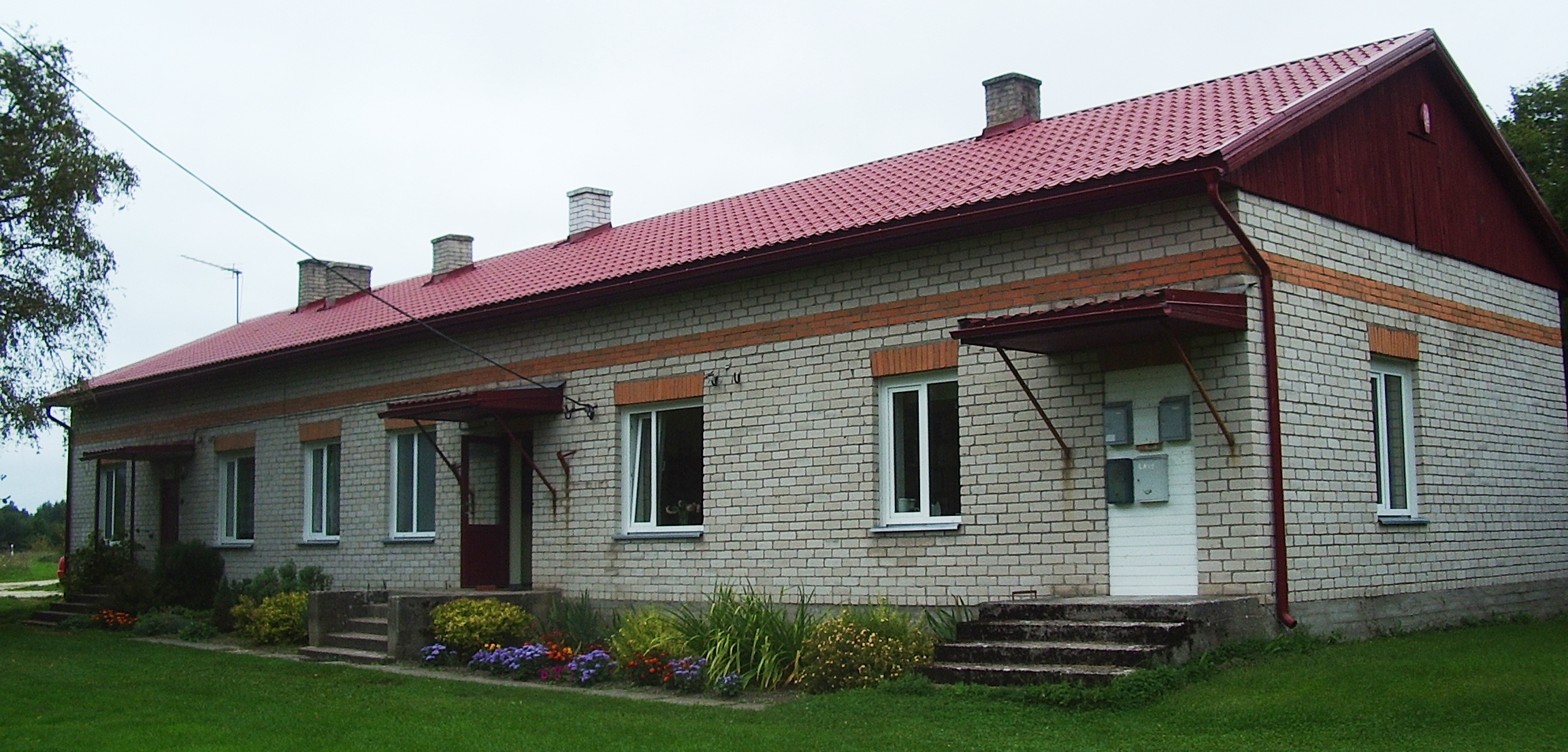
Ortsbücherei

Sakla ist ein Dorf (estnisch küla) auf der größten estnischen Insel Saaremaa. Es gehört zur Landgemeinde Saaremaa (bis 2017: Landgemeinde Valjala) im Kreis Saare.

## Einwohnerschaft und Lage
Das Dorf hat 88 Einwohner (Stand 31. Dezember 2011). Es liegt 27 Kilometer nordöstlich der Inselhauptstadt Kuressaare.

## Geschichte
Das Dorf Sakla wurde erstmals 1645 urkundlich erwähnt. Um die Mitte des 18. Jahrhunderts entstand auf örtlichem Bauernland das Kronsgut Sackla.
Nach der sowjetischen Besetzung Estlands wurde 1947 in Sakla die erste Kolchose der Estnischen SSR gegründet. Sie wurde nach dem estnischen Kommunisten Viktor Kingissepp (1888–1922) benannt, der aus Saaremaa stammte.
In der örtlichen Bücherei beschäftigt sich ein kleines Museum mit der Geschichte der Zwangs-Kollektivierung der Landwirtschaft in der Region. Außerdem befindet sich im Ort ein privates Museum mit historischen Radios und Fernsehern.